# Duamutef
Duamutef ali Tuamutef je bil v staroegipčanski mitologiji eden od štirih Horovih sinov in zaščitnik kanopskih vrčev.  Običajno se ga ima za sina boga Hora Starejšega, čeprav obstaja še nek drug mit, v katerem so Duamutef in njegovi  bratje sinovi boga Ozirisa. Po tem mitu so se rodili iz cveta lilije, ki je zrasla iz prvobitnega oceana.

## Ime
Ime Duamutef pomeni »On, ki  obožuje  svojo mater«. V vojni je bil najpogostejši vzrok smrti rana na trupu ali želodcu. Božanstvo, ki je ščitilo te organe, je bilo povezano s smrtjo v vojni in je dobilo ime Duamutef, kar pomeni »(On, ki) obožuje  svojo domovino«.

## Upodabljanje
Duamutefa so sprva upodabljali kot človeka, ovitega s trakovi za ovijanje mumij. V Novem kraljestvu so ga začeli upodabljati z glavo šakala. Upodabljali so ga na krstah in pokrovih kanopskih vrčev. Na številnih slikah sojenja duši pokojnega je upodobljen skupaj z brati pred Ozirisom na majhnem cvetu lilije.   

## Zaščitnik kanopskega vrča
Duamutef in njegovi trije bratje Inset, Hapi in Kebehsenuef so zaščitniki mumificiranih notranjih organov pokojnika. Duamutefova naloga je čuvanje želodca, njegova zaščitnica pa je boginja Neit.